# مارثا كول
مارثا كول هي أمينة مكتبة كندية، ولدت في 1946 في ريجاينا في كندا.

## وصلات خارجية
- الموقع الرسمي